# Edgar Givry
Edgar Givry, né le 9 août 1953 à Saint-Raphaël (Var), est un acteur, directeur artistique et adaptateur français. 
Il se distingue également dans le domaine du doublage en étant notamment la voix française régulière de John Malkovich, Richard Dean Anderson, Jeremy Irons, Timothy Dalton ou encore une des voix de Steve Buscemi.
Il prête aussi sa voix à Kermit la grenouille depuis les années 1990.

## Biographie

### Jeunesse, enfance & débuts
Edgar François Georges Faure est né le 9 août 1953 à Saint-Raphaël (Var).

### Vie privée
Du côté vie privée, il est marié à Anne Rondeleux.

### Carrière
Edgar Givry commence sa carrière théâtrale à l’âge de 16 ans dans des cours donnés par Jean-Laurent Cochet. « J’y allais deux à trois fois par semaine, le soir, après le collège. Mes parents étant en plein divorce, ils avaient d’autres chats à fouetter et surveillaient peu mes allées et venues, ce qui m’arrangeait finalement assez bien », explique-t-il. Edgar débute au théâtre Michel à Paris en 1970 dans La Ville dont le prince est un enfant de Henry de Montherlant, et obtient le prix François Périer au cours Simon en 1972.
En tant qu'acteur, il joue dans la série Au plaisir de Dieu en 1977. Il joue aussi dans Le Dîner de cons (1998), avant de passer dans les saisons 2 et 3 de la série télévisée H (1999-2001). Il joue ensuite dans des films tels que La Tour Montparnasse infernale (2001), L'Élève Ducobu (2011) et Débarquement immédiat ! (2016). Il est également responsable, depuis plusieurs années, de l'adaptation en version française de films et séries étrangères, notamment Gone Fishing de Christopher Caine, Smiley Face de Greg Araki, Good Morning England de Richard Curtis, et les séries The Big C, diffusée sur Canal+ depuis le 1er décembre 2011, United States of Tara Canal+ ou encore Borgen, une femme au pouvoir, diffusée sur Arte depuis le 9 février 2012. Depuis 2018, il joue le rôle du fils caché de Raymond dans la série Scènes de ménages.

### Doublage et animation française
Également actif dans le doublage, il est notamment la voix française régulière de John Malkovich, Richard Dean Anderson, Timothy Dalton, Keith Carradine, Steve Buscemi et Ted McGinley ainsi que la 2e voix de Kermit la grenouille après Roger Carel. Lors d'une interview à l'émission C'est à vous sur Antenne 2, le 4 avril 1991, consacré au doublage de la série MacGyver dans laquelle il prête sa voix à Angus MacGyver (1985-1992), Edgar explique que sa voix n'est pas reconnaissable dans la vraie vie comparée à sa voix dans la série du fait que « le micro change beaucoup la voix ». Par ailleurs, en 2003, il prête sa voix aux personnages secondaires de la série d'animation Ratz aux côtés du duo comique Éric et Ramzy pour les studios Xilam. Il jouera aussi Crook dans Tous à l'Ouest (2007) des mêmes studios.
En mars 2021, il est interviewé chez Les Actuvores sur VL Média présenté par Nicolas Nadaud de 18 h 30 à 20 h.

## Théâtre
- 1971 : La Ville dont le prince est un enfant de Henry de Montherlant, mise en scène Jean Meyer, théâtre Michel
- 1975 : Antigone de Jean Anouilh, mise en scène Nicole Anouilh, théâtre des Mathurins
- 1979 : Les Deux Timides d'Eugène Labiche, mise en scène Jean Meyer, théâtre des Célestins
- 1979-1980 : La Bonne Soupe de Félicien Marceau, mise en scène Jean Meyer, théâtre des Célestins puis théâtre Marigny
- 1984 : Androclès et le Lion de George Bernard Shaw, mise en scène Jacques Mauclair, théâtre du Marais
- 2015- : Le Misanthrope (vs politique) d'après Molière, mise en scène Claire Guyot, Vingtième théâtre, tournée

## Filmographie

### Cinéma

#### Longs métrages
- 1974 : La Race des seigneurs de Pierre Granier-Deferre : Un copain de Alain Dandieu
- 1992 : Indochine de Régis Wargnier
- 1993 : Profil bas de Claude Zidi : Le chirurgien
- 1996 : Le Jaguar de Francis Veber : Le medecin s'occupant de l'indien
- 1996 : Passage à l'acte de Francis Girod : Le notaire
- 1998 : Le Dîner de cons de Francis Veber : Jean Cordier
- 2001 : Le Placard de Francis Veber : Mathieu
- 2001 : La Tour Montparnasse infernale de Charles Nemes : Greg
- 2003 : Le Pharmacien de garde de Jean Veber : Le commissaire Fabri
- 2003 : Tais-toi ! de Francis Veber : Visinet[7]
- 2005 : Jack de Roland Collin
- 2011 : L'Élève Ducobu de Philippe de Chauveron : Le proviseur
- 2016 : Débarquement immédiat ! de Philippe de Chauveron : Le supérieur de José et Guy

#### Courts métrages
- 2004 : Jack de Roland Collin : le grand patron
- 2016 : Black Day de Pascal Lastrajoli : le patron d'un garage automobile
- 2019 : You're Mine ! de Pascal Lastrajoli : le bras droit du Parrain de la Mafia
- 2023 : Un jour pas comme les autres de Pascal Lastrajoli : le médecin

### Télévision

#### Téléfilms
- 1974 : Entre toutes les femmes de Maurice Cazeneuve
- 1978 : Allégra de Michel Wyn
- 1981 : La Guerre des chaussettes de Maurice Cloche
- 1983 : Retour à Cherchell d'André Cayatte
- 1989 : Mémoire d'amour de François Luciani
- 1991 : Sortie interdite de Daniel Moosmann
- 1992 : Papa et rien d'autre de Jacques Cortal
- 1992 : Pour trois jours de bonheur de Jacques Otmezguine
- 1993 : Martineau... et le portrait de femme de Daniel Moosmann
- 1995 : L'Impossible Monsieur Papa de Denys Granier-Deferre
- 1995 : Pasteur, cinq années de rage de Luc Béraud
- 1996 : Le Rêve d'Esther de Jacques Otmezguine
- 1996 : Papa est un mirage de Didier Grousset
- 1998 : Un cadeau, la vie ! de Jacob Berger
- 1998 : Elle a l'âge de ma fille de Jacques Otmezguine
- 1999 : Un bonheur si fragile de Jacques Otmezguine
- 2000 : Julien l'apprenti de Jacques Otmezguine
- 2002 : Une fille dans l'azur - Caroline Fabre de Marc Rivière
- 2002 : L'Envolé de Philippe Venault
- 2002 : Jean Moulin de Yves Boisset
- 2004 : Je serai toujours près de toi de Claudio Tonetti
- 2006 : Le Procès de Bobigny de François Luciani[7]
- 2006 : L'Affaire Pierre Chanal de Patrick Poubel[7]
- 2010 : Au bas de l'échelle d'Arnauld Mercadier
- 2014 : Ligne de mire de Nicolas Herdt
- 2015 : Meurtres à Étretat de Laurence Katrian

#### Séries télévisées
- 1975 : Les Enquêtes du commissaire Maigret, épisode Maigret hésite de Claude Boissol : Jacques Parendon, dit Gus
- 1976 : Comme du bon pain, série télévisée de Philippe Joulia, Pierre Boulard
- 1977 : Au plaisir de Dieu : Claude de Plessis-Vaudreuil, Jeune
- 1978 : Gaston Phébus, feuilleton télévisé de Bernard Borderie, : Gassiot
- 1991 : Cas de divorce : Luca-Eric Lestrier
- 1991-1992 : Les Jumeaux du bout du monde : Martin
- 1994 : Tout feu, tout femme
- 1994 : Madame le Proviseur
- 1995 : Les Cordier, juge et flic, épisode Une mort programmée : le professeur Reynaud
- 1997 : Docteur Sylvestre : Paul Levalier
- 1998 : Nestor Burma : Charles Lipinsky
- 1998 : Julie Lescaut, épisode 1 saison 7, Les Fugitives d'Alain Wermus : Joël Gaspard
- 1998 : Un homme en colère : Caseneuve
- 1998 : Navarro, épisode Pleure pas petit homme : Philippe Tozzia[7]
- 1999 : L'Instit, épisode 5x08, Le choix de Théo de José Pinheiro : le pharmacien
- 1999-2002 : H : le directeur de l'hôpital
- 2000 : Les Cordier, juge et flic, épisode Le Diable au cœur : M. Beaufort
- 2000 : Chercheur d'héritiers : le docteur Meunier
- 2002 : Florence Larrieu, le juge est une femme : Sarton
- 2002 : La Vie devant nous : M. Antoine de Courbel
- 2003 : Boulevard du Palais : le juge Delarives
- 2004 : Avocats et Associés : le juge Salgado
- 2005 : Navarro épisode Ainsi soit-il : Roland Dautreville
- 2006 : SOS 18 : le père de Marion
- 2006 : Une femme d'honneur : François Josse
- 2007 : La Dame d'Izieu : l'administrateur de camps[7]
- 2007 : Central Nuit : Serge Bastino
- 2008 : Duval et Moretti : le gérant
- 2008 : Commissaire Valence : le procureur Alberti
- 2010 : Famille d'accueil : Xavier
- 2009 : Adresse inconnue
- 2010 : Les Bleus : Premiers pas dans la police : Monsieur Bertin, le voisin
- 2011 : Joséphine, ange gardien, saison 14, épisode 56 : Tout pour la musique : Pierre Ruthman
- 2013 : Candice Renoir de Christophe Douchand
- 2013 : La smala s'en mêle
- 2018 : Scènes de ménages : Grégoire, le fils caché de Raymond
- 2019 : The Spy de Gideon Raff : Jacques Mercier

### Web série
- 2021 : Les Super (Très) Vilains de Cyril Étesse : le directeur de la banque

### Publicités
- Sun
- Harpic
- HTC
- Sofinco
- Fromage Holland Master (2013) : voix du fromager

## Doublage
Note : Les dates indiquées en italique correspondent aux sorties initiales des films auxquels Edgar Givry a participé aux doublages tardifs et aux redoublages.

### Cinéma

#### Films
- John Malkovich dans (28 films) :
  - Bienvenue au club (1991) : Eliot
  - Ombres et Brouillard (1991) : Clown
  - Les Ailes de l'enfer (1997) : Cyrus « Le Virus » Grissom
  - Dans la peau de John Malkovich (1999) : John Horatio Malkovich
  - Adaptation (2002) : lui-même
  - Ripley's Game (2002) : Tom Ripley
  - H2G2 : Le Guide du voyageur galactique (2005) : Humma Kavula
  - Appelez-moi Kubrick (2005) : Alan Conway
  - Eragon (2006) : Galbatorix
  - La Légende de Beowulf (2007) : Unferth
  - The Mutant Chronicles (2008) : Constantine
  - Transformers 3 : La Face cachée de la Lune (2011) : Bruce Brazos
  - Warm Bodies (2013) : général Grigio
  - Conspiracy (2017) : Bob Hunter
  - Bullet Head (2017) : Walker
  - Mariage chez les Wilde (2017) : Laurence
  - 22 Miles (2018) : James Bishop
  - Bird Box (2018) : Douglas
  - Velvet Buzzsaw (2019) : Jon Bondon
  - Extremely Wicked, Shockingly Evil and Vile (2019) : le juge Edward Cowart
  - Ava (2020) : Duke
  - Arkansas (2020) : Bright
  - Hostage Game (2021) : Sam Nelson
  - The Survivalist (2021) : Aaron Ramsey
  - Shattered (2022) : Ronald
  - White Elephant (2022) : Glen Follett
  - Lavé par le sang (2022) : Peter
  - One Ranger (en) (2023) : Geddes

- Timothy Dalton dans (7 films) :
  - Tuer n'est pas jouer (1987) : James Bond
  - Hawks (1988) : Bancroft
  - La Putain du roi (1990) : le roi Victor Amédée
  - Les Aventures de Rocketeer (1991) : Neville Sinclair
  - Fausse Donne (1999) : le shérif Dex Drier
  - Les Looney Tunes passent à l'action (2003) : Damian Drake
  - Hot Fuzz (2007) : Simon Skinner

- Jeremy Irons dans (5 films) :
  - Mission (1986) : Frère Gabriel
  - Faux-semblants (1988) : Beverly Mantle / Elliot Mantle
  - M. Butterfly (1993) : René Gallimard
  - Zack Snyder's Justice League (2021) : Alfred Pennyworth
  - The Flash (2023) : Alfred Pennyworth

- Colin Firth dans (5 films) :
  - Valmont (1989) : vicomte de Valmont
  - Love Actually (2003) : Jaime
  - La Dernière Légion (2007) : Aurelius
  - Le Retour de Mary Poppins (2018) : William Weatherall Wilkins / le loup
  - Empire of Light (2022) : Donald Ellis

- Judge Reinhold dans :
  - Le Flic de Beverly Hills 2 (1987) : Billy Rosewood
  - Rosalie fait ses courses (1989) : le prêtre
  - Bank Robber (1993) : l'officier Gross
  - Le Flic de Beverly Hills : Axel F. (2024) : Billy Rosewood

- David Bowie dans :
  - Labyrinthe (1986) : Jareth (1er doublage)
  - Absolute Beginners (1986) : Vendice Partners
  - Twin Peaks: Fire Walk with Me (1992) : Phillip Jeffries

- Dennis Quaid dans :
  - Great Balls of Fire! (1989) : Jerry Lee Lewis
  - Bienvenue au Paradis (1990) : Jack MGurn
  - Bons baisers d'Hollywood (1990) : Jack Faulkner

- Stephen Tobolowsky dans :
  - Comme un oiseau sur la branche (1990) : Joe Weyburn
  - Drôle d'amour (1990) : Hugo
  - Rendez-vous avec une star (2004) : George Ruddy

- Julian Sands dans :
  - Enquête en tête (1988) : Dr Harrison Steele
  - Le Festin nu (1991) : Yves Cloquet

- Kurt Russell dans :
  - L'Étranger du froid (1989) : Wayland Jackson
  - Obsession fatale (1992) : Michael Carr

- Jim Metzler dans :
  - Sundown (1989) : David Harrison
  - Un faux mouvement (1992) : Dud Col

- Michael Keaton dans :
  - Fenêtre sur Pacifique (1991) : Carter Hayes
  - Un bon flic (1991) : Artie Lewis

- John C. McGinley dans :
  - Article 99 (1992) : Dr Rudy Bobrick
  - Bande de sauvages (2007) : le policier gay

- Henry Czerny dans :
  - Danger immédiat (1994) : Robert Ritter
  - Our Little Secret (2024) : Mitchell

- Steve Whitmire dans :
  - Kermit, les années têtard (2002) : Kermit (voix)
  - Opération Muppets (2014) : Kermit (voix)

- Herbert Knaup dans :
  - Une famille allemande (2004) : Werner Tschirner
  - La Vie des autres (2006) : Gregor Hessenstein

- 1970[8] : WUSA : Rainey (Anthony Perkins)
- 1980 : Le Lion du désert : Ismail (Rodolfo Bigotti)
- 1981 : Fanatique : Douglas Breen (Michael Biehn)
- 1984 : Amadeus : le père Volger (Richard Frank) (1er doublage)
- 1984 : Karaté Kid : Johnny Lawrence (William Zabka)
- 1985 : Out of Africa : Berkeley Cole (Michael Kitchen)
- 1985 : Perfect : Adam Lawrence (John Travolta)
- 1985 : Soleil de nuit : Nikolai 'Kolya' Rodchenko (Mikhail Baryshnikov)
- 1986 : Le Contrat  : Marvin Baxter (Joe Regalbuto)
- 1986 : Sens unique : Scott Pritchard (Will Patton)
- 1986 : Les Enfants du silence : James Leeds (William Hurt)
- 1987 : Superman 4 : Jean Pierre Dubois (Jim Broadbent)
- 1987 : Mannequin : Richards (James Spader)
- 1987 : La Force du silence : Russell (William L. Petersen)
- 1988 : Elmer le remue-méninges : Brian (Rich Herbst)
- 1988 : Crocodile Dundee 2 : Luis Rico (Hechter Ubarry)
- 1988 : Vendredi 13, chapitre VII : Un nouveau défi de John Carl Buechler : Tommy Jarvis (Thom Matthews)
- 1988 : L'Insoutenable Légèreté de l'être : Tomas (Daniel Day-Lewis)
- 1988 : Le Complot : Stefan (Ed Harris)
- 1989 : Crimes et Délits : Ben (Sam Waterston)
- 1989 : Les Maîtres de l'ombre : Robert Oppenheimer (Dwight Schultz)
- 1990 : La Maison Russie : Dante / Yakov Yefremovich Savelyev (Klaus Maria Brandauer)
- 1990 : Le Seul Témoin : Michael Tarlow (J. T. Walsh)
- 1990 : L'Exorciste, la suite : James Venamun (Brad Dourif)
- 1991 : Harley Davidson et l'Homme aux santiags : Robert Marlboro (Don Johnson)
- 1991 : Le Vol de l'Intruder : le lieutenant Jake « Cool Hand » Grafton (Brad Johnson)
- 1991 : Barton Fink : Ben Geisler (Tony Shalhoub)
- 1992 : La Main sur le berceau : Michael Bartel (Matt McCoy (en))
- 1992 : Jeux d'adultes : Eddy Otis (Kevin Spacey)
- 1992 : Simetierre 2 : Gus Gilbert (Clancy Brown)
- 1993 : Kalifornia : Brian Kessler (David Duchovny)
- 1993 : Le Concierge du Bradbury : Christian Hannover (Anthony Higgins)
- 1993 : État second : Jeff Gordon (John de Lancie) et un reporter[Qui ?]
- 1994 : My Girl 2 : Peter Webb (Richard Beymer)
- 1994 : L'Affaire Pélican : Gavin Verheek (John Heard)
- 1994 : Junior : Ned Sneller (James Eckhouse)
- 1994 : Un ange gardien pour Tess : Barry Carlisle (Edward Albert)
- 1994 : Le Cadeau du ciel : John Newland (Gabriel Byrne)
- 1994 : Freefall : Chute libre : Grant Orion (Eric Roberts)
- 1996 : En route pour l'école : Daniel Miller (David Paymer)
- 1996 : La Couleur de l'arnaque : Mitchell Kane (Jeff Goldblum)
- 1997 : Masterminds : Marvin (Jason Schombing)
- 1997 : À armes égales : John James Urgayle (Viggo Mortensen)
- 1998 : Blues Brothers 2000 : Murph (Murphy Dunne)
- 1999 : Inspecteur Gadget : Sanford Scolex / Docteur Mad (Rupert Everett)
- 1999 : Dick : Les Coulisses de la présidence : Roderick (Ted McGinley)
- 1999 : The Vivero Letter : James Wheeler (Robert Patrick)
- 2001 : Basic : le colonel William Styles (Timothy Daly)
- 2003 : Inspecteur Gadget 2 : Baxter (Bruce Spence)
- 2004 : Georges et le Dragon : George (James Purefoy)
- 2004 : La Mort dans la peau : Martin Marshall (Tomas Arana)
- 2004 : Un crime dans la tête : Atticus Noyle (Simon McBurney)
- 2005 : Adieu Cuba : Fico Fellove (Andy García)
- 2006 : Inside Man : L'Homme de l'intérieur : Peter Hammond (Peter Frechette (en))
- 2006 : Zoom : L'Académie des super-héros : Dr Grant (Chevy Chase)
- 2008 : Délire Express : Ted Jones (Gary Cole)
- 2008 : Quatre Minutes : le directeur Meyerbeer (Stefan Kurt)
- 2008 : Harold et Kumar s'évadent de Guantanamo : Ron Fox (Rob Corddry)
- 2009 : Rec 2 : Dr Owen (Jonathan Mellor)
- 2010 : Green Zone : Clark Poundstone (Greg Kinnear)
- 2011 : Identité secrète : Martin Price (Dermot Mulroney)
- 2011 : Le Secret de Peacock : Ray Crill (Keith Carradine)
- 2013 : Les Flingueuses : Julian (Michael McDonald)
- 2013 : Les Poings contre les murs : Hayes (Sam Spruell)
- 2015 : Absolutely Anything : James Cleverill (Robert Bathurst)
- 2015 : The Ridiculous 6 : Doc Griffin (Steve Buscemi)
- 2016 : Spotlight : Mitchell Garabedian (Stanley Tucci)
- 2018 : Tel père : Frank Lerue (Brett Gelman)
- 2018 : Illang : La Brigade des loups : Lee Ki-seok (Jun-ho Heo)
- 2019 : Child's Play : La Poupée du mal : Henry Kaslan (Tim Matheson)
- 2020 : Capone : Dr Nordhoff (Wayne Péré (en))
- 2020 : French Exit : M. Baker (Robert Higden)
- 2021 : Free Guy : lui-même (Alex Trebek)
- 2021 : West Side Story : ? (?)
- 2021 : Muppets Haunted Mansion : Kermit la grenouille (Matt Vogel) (voix)
- 2022 : Elvis : un journaliste au téléphone avec Elvis [Qui ?]
- 2023 : Sharper : David, l'avocat (David Pittu (en))
- 2025 : Happy Gilmore 2 : ? (?)

#### Films d'animation
- 1989 : Astérix et le Coup du menhir : Assurancetourix (dialogues)
- 1992 : Noël chez les Muppets : Kermit la grenouille
- 1996 : L'Île au trésor des Muppets : Kermit la grenouille
- 1998 : 1 001 Pattes : Lilipuce
- 1999 : Elmo au pays des grincheux : Telly Monster
- 1999 : Les Muppets dans l'espace : Kermit la grenouille
- 2001 : Shrek : le miroir magique
- 2002 : Le Bossu de Notre-Dame 2 : Le Secret de Quasimodo : Saroush
- 2002 : Les Supers Nanas, le film : Blah-Blah Blah-Blah
- 2004 : Shrek 2 : le miroir magique
- 2005 : La Véritable Histoire du Petit Chaperon rouge : Nicky Flippers
- 2005 : Le Magicien d'Oz des Muppets : Kermit la grenouille
- 2007 : Tous à l'Ouest : Crook (création de voix)
- 2010 : Shrek 4 : Il était une fin : le miroir magique
- 2011 : Les Muppets, le retour : Kermit la grenouille
- 2012 : Niko, le petit renne 2 : Bourrife
- 2012 : Clochette et le Secret des fées : Lord Milori
- 2014 : Clochette et la Fée pirate : Lord Milori
- 2018 : Mutafukaz : le président Gore W. Tex (création de voix)
- 2020 : Superman: Red Son : le président Dwight D. Eisenhower
- 2022 : LEGO Star Wars : C'est l'été ! : l'Empereur Palpatine / Dark Sidious

### Télévision

#### Téléfilms
- Ted McGinley dans (9 téléfilms) :
  - Ciel de glace (2003) : Dan Blanchard
  - Quelques mots d'amour (2009) : Kingston Danville
  - Scooby-Doo et le Monstre du lac (2010) : Thorton « Thorny » Blake V
  - Un bébé devant ma porte (2012) : Kingston Danville
  - L'impensable vérité (2012) : l'officier Cameron
  - D'amour et de feu (2014) : Douglas Kelly
  - Frissons d’amour (2016) : Charlie Bartons
  - Une femme sous surveillance (2017) : Robert J. Farnsworth
  - Une nouvelle chance à l'amour (2017) : Gene

- William R. Moses dans (8 téléfilms) :
  - Roman noir (2003) : l'inspecteur Robert Hawke
  - Mon ancien amant (2006) : Richard Danforth
  - Telle mère, telle fille (2007) : John Collins
  - L'empreinte du passé (2007) : Carter Eastman
  - Accusée à tort (2009) : Michael Werner
  - Le piège des apparences (2011) : Richard Dunnfield
  - La vérité sur mon mari (2013) : Dr Green
  - L'Heure de tuer mon père (2014) : George Ross

- Timothy Carhart dans :
  - Au nom de l'enfant (1991) : l'inspecteur Robert Fausak
  - Le prix d'un cœur brisé (1999) : Joe Hutlemeyer

- Tim Matheson dans :
  - Parfum de meurtre (1994) : Nick
  - Trahison intime (1997) : Dick Strang

- Keith Carradine dans :
  - Accusée d'amour (1995) : Owen Turner
  - Un mystérieux étranger (2002) : Noah Weaver

- Bruce Davison dans :
  - La Mort d'un fils (1996) : Sam Stapp
  - Le Tourbillon des souvenirs (1999) : Chase Stewart

- Richard Dean Anderson dans :
  - Destination inconnue (1996) : le capitaine James Holland
  - Stargate : Continuum (2008) : Jack O'Neill

- Michael Roll dans :
  - Une mère pour Anna (2005) : Klaus Berger
  - De si jolies manières (2005) : Enrico Corsini

- Patrick Duffy dans :
  - Il était une fois Noël à Castle Creek (2020) : Elder Dubois
  - P.S. Joyeux Noël (2021) : Pops

- 1983 : Princesse Daisy : Ram Valenski (Rupert Everett)
- 1987 : Queenie, la force d'un destin : Lucien Chambrun (Gary Cady)
- 1987 : Condamné au silence : Sam Fischetti (Peter Coyote)
- 1990 : Les Faussaires : Wiley (Jeff Goldblum)
- 1990 : Le Cas Morrison : Massacre au Texas : Stan Blankenship (John Terry)
- 1992 : Le Meurtrier de l'Illinois : Théodore Koslo (Martin Julien)
- 1993 : La Vérité à tout prix : Dave Davis (Dwight Schultz)
- 1993 : Danielle Steel : Battement de cœur : Ted (Michael Lembeck)
- 1993 : Le Crash du vol 7 : un membre du sauvetage aérien (James Sutorius)
- 1993 : Un cœur en adoption : l'avocat Madden (Tim Ransom)
- 1995 : L'Amour en otage : John Sapp (Nick Searcy)
- 1995 : Donneur inconnu : Nick Stillman (Peter Onorati)
- 1997 : Asteroïde : Points d'impact : Jack Wallach (Michael Biehn)
- 1997 : Projet Médusa : le secrétaire à la Défense Stanley Shapiro (Vyto Ruginis)
- 1998 : La Coupable idéale : Fin Gallagher (Peter LaCroix)
- 2001 : Dinner with Friends : Gabe (Dennis Quaid)
- 2009 : Diamonds : Lucas Denmont (James Purefoy)
- 2009 : Sissi : Naissance d'une impératrice : Maximilien de Tour et Taxis (Christoph von Friedl)
- 2011 : La liberté à tout prix : Kurt Korbach (Herbert Knaup)
- 2013 : Mon mari, un assassin : Paul Frei (Ulrich Noethen)
- 2013 : Un tueur au visage d'ange : Mike McDermott (Vincent Gale)
- 2014 : Terrifiée par mon mari : Court Foreman (Mig Macario)
- 2015 : Les Dessous de Beverly Hills, 90210 : Barry Diller (Kurt Max Runte)
- 2016 : Croire en ses rêves : l'entraîneur Willis (Patrick Fabian)
- 2021 : Le serment de Victoria : Dr Peter Evans (Tom Melissis)

#### Séries télévisées
- John Malkovich dans (8 séries) :
  - Les Misérables (2000) : Javert (mini-série)
  - Napoléon (2002) : Talleyrand (mini-série)
  - Billions (2018-2023) : Grigor Andolov (7 épisodes)
  - ABC contre Poirot (2018) : Hercule Poirot (mini-série)
  - The New Pope (2020) : John Brannox / Jean-Paul III (mini-série)
  - Space Force (2020-2022) : Dr Adrian Mallory (17 épisodes)
  - The New Look (2024) : Lucien Lelong
  - Ripley (2024) : Reeves Minot (mini-série)

- Richard Dean Anderson dans (7 séries) :
  - MacGyver (1985-1992) : Angus MacGyver (139 épisodes)
  - Stargate SG-1 (1997-2007) : Jack O'Neill (173 épisodes)
  - Stargate Atlantis (2004-2006) : Jack O'Neill (4 épisodes)
  - Stargate Universe (2009-2010) : Jack O'Neill (6 épisodes)
  - Facing Kate (2011) : David Smith (4 épisodes)
  - Raising Hope (2011) : Keith (saison 2, épisode 6)
  - Don't Trust the B---- in Apartment 23 (2013) : Richard Dean Anderson (saison 2, épisode 19)

- Timothy Dalton dans (7 séries) :
  - Les Contes de la crypte (1992) : Lokai (saison 4, épisode 13)
  - Miss Marple : Le Mystère de Sittaford (2006) : Clive Trevelyan
  - Chuck (2010-2011) : Gregory Tuttle / Alexei Volkoff / Hartley Winterbottom (6 épisodes)
  - Penny Dreadful (2014-2016) : Sir Malcolm Murray
  - Doom Patrol (2019-2023) : Dr Niles Caulder (en)
  - The Crown (2022) : Peter Townsend (invité - saison 5, épisode 4)
  - 1923 (2023-2025) : Donald Whitfield (9 épisodes)

- Keith Carradine dans (6 séries) :
  - Les Sauvages (2004-2005) : Nick Savage (19 épisodes)
  - Esprits criminels (2007) : Frank Breitkopf (2 épisodes)
  - Numb3rs (2008) : Carl McGowan (3 épisodes)
  - Dollhouse (2009) : Matthew Harding (3 épisodes)
  - Missing : Au cœur du complot (2012) : Martin Newman (7 épisodes)
  - Madam Secretary (2014-2019) : le président Conrad Dalton (93 épisodes)

- Ted McGinley dans (5 séries) :
  - La croisière s'amuse (1983-1987) : Ashley « Ace » Covington Evans (60 épisodes)
  - Dynastie (1986-1987) : Clay Fallmont (34 épisodes)
  - Mariés, deux enfants (1989-1997) : Jefferson D'Arcy (167 épisodes)
  - La Star de la famille (2003-2006) : Dr Charley Shanowski (73 épisodes)
  - No Tomorrow (2016) : Greg Covington

- William R. Moses dans (5 séries) :
  - Sept à la maison (2003) : Dick (saison 7, épisodes 19 et 20)
  - Tru Calling : Compte à rebours (2004) : Julian Barnes (saison 1, épisode 13)
  - Jane Doe : Miss Détective (2005-2008) : Jack Davis (9 épisodes)
  - Ghost Whisperer (2008) : Cliff Sturges (saison 4, épisode 4)
  - Major Crimes (2012) : Will Reichman (saison 1, épisode 8)

- Steve Buscemi dans (5 séries) :
  - Boardwalk Empire (2010-2014) : Enoch « Nucky » Thompson (56 épisodes)
  - Unbreakable Kimmy Schmidt (2016 et 2019) : Steve Buscemi (2 épisodes)
  - Philip K. Dick's Electric Dreams (2017) : Ed Morris (épisode 4)
  - Miracle Workers (2019-2023) : le Dieu / Edward Shitshoveler
  - Mercredi (2025) : le principal Barry Dort (saison 2)

- Bruce Davison dans (4 séries) :
  - Harry et les Henderson (1991-1993) : George Henderson (72 épisodes)
  - Les Contes de la crypte (1995) : Luden Sandelton (saison 6, épisode 14)
  - FBI : Portés disparus (2002) : Paul Cartwright (saison 1, épisode 1)
  - JAG (2004) : Dr Morris Sperling (saison 10, épisode 9)

- William Katt dans :
  - Perry Mason (1985-1995) : Paul Drake Jr
  - Arabesque (1993) : Derek Hartman (saison 9, épisode 22)
  - JAG (2004) : James Merrick (saison 10, épisode 2)

- Andrew Borba dans :
  - The Shield (2004) : Crosby Nell (4 épisodes)
  - DOS : Division des opérations spéciales (2005) : Brendan Turrell (saison 1, épisode 6)
  - The Client List (2013) : le lieutenant Barnes

- Leigh McCloskey dans :
  - Dallas (1980-1988) : Mitch Cooper (46 épisodes)
  - Les Feux de l'amour (2013) : Dr Kurt Cosner (2e voix, 16 épisodes)

- Rex Smith dans :
  - Tonnerre mécanique (1985) : Jesse Mach
  - JAG (1997) : le sergent Max Frankl (saison 3, épisode 2)

- Cliff De Young dans :
  - RoboCop (1994) : Dr Cray Z. Mallardo
  - JAG (1998) : Chuck DePalma (2e voix) (saison 4, épisode 1)

- Gary Cole dans :
  - Au-delà du réel : L'aventure continue (1998) : l'inspecteur Ray Venable (saison 4, épisode 1)
  - New York, unité spéciale (2004) : Xander Henry (saison 5, épisode 12)

- Tomas Arana dans :
  - New York, section criminelle (2001) : Rudy Langer (saison 1, épisode 2)
  - Intelligence (2014) : Adam Weatherly

- Steve Hytner dans :
  - Hung (2009) : Floyd Gerber
  - Les Mystères d'Eastwick (2009) : Clyde

- Colm Feore dans :
  - Revolution (2012-2013) : Randall Flynn (9 épisodes)
  - Beauty and the Beast (2014) : Frank Darnell (saison 2, épisode 12)

- John Glover dans :
  - Blacklist (2014) : Dr Bruce Sanders (saison 1, épisode 21)
  - The Good Fight (2019) : Jared Andrews (saison 3, épisode 5)

- Charles Edwards dans :
  - The Halcyon (2017) : Lucian D'Abberville (6 épisodes)
  - Le Seigneur des anneaux : Les Anneaux de pouvoir (depuis 2022) : Celebrimbor

- 1965-1971 : Papa Schultz : le sergent Andrew Carter (Larry Hovis)
- 1976 : Moi Claude empereur : Castor (Kevin McNally) (mini-série)
- 1976-1981[9] : Le Muppet Show : Kermit la grenouille (Jim Henson) (voix), Robin la grenouille (Jerry Nelson) (voix)
- 1977 / 1983 : Inspecteur Derrick : Ingo Goezerke (Willi Kowalj) (saison 4, épisode 2) et Andreas Sobach / Franz Rosska (Christian Wolff) (saison 4, épisode 8 et saison 10, épisode 3)
- 1981-1986 : Un cas pour deux : Lutz Hegart (Siemen Rühaak) (saison 1, épisode 4) / Robert Weiermüller (Gerd Böckmann) (saison 2, épisode 3) / Gerd Barnim (Hans Georg Panczak) (saison 5, épisode 4) / Jochen Hartwig (Heiner Lauterbach) (saison 6, épisode 8)
- 1984 : Les Derniers Jours de Pompéi : Petrus (Malcolm Jamieson) (mini-série)
- 1984-1985 : Capitaine Sheider : Dai Sawamura / Sheider (Hiroshi Tsuburaya)
- 1985 : Kane & Abel : Matthew Lester (Reed Birney) (mini-série)
- 1985-1987 : Les Feux de l'amour : Matt Miller (Robert Parucha) (105 épisodes)
- 1985-1991 : Arabesque : Ernest Fielding (Kristoffer Tabori) (saison 2, épisode 5) et Elwood « Woody » Perkins (Grant Shaud) (saison 7, épisode 18)
- 1987-1989 : Guillaume Tell : Hermann Gessler (Jeremy Clyde)
- 1987-1990 : L'Enfer du devoir : le lieutenant Myron Goldman (Stephen Caffrey)
- 1990 : Columbo : Dr Wesley Corman (James Read) (saison 9, épisode 5)
- 1990-1991 puis 2017 : Twin Peaks : Benjamin Horne (Richard Beymer) (2e voix, saisons 2 et 3)
- 1991 : 66 Chump Avenue : Danny Mogg (Don Austen)
- 1991 : Les Contes de la crypte : Earl Raymond Digs (Kyle MacLachlan) (saison 3, épisode 3)
- 1991-1992 : Côte Ouest : Joseph Barringer (Mark Soper) (11 épisodes)
- 1993 : Inspecteur Derrick : Rob Simon (Heiner Lauterbach) (épisode 222)
- 1993 : Beverly Hills 90210 : Chris Suiter (Michael St. Gerard) (4 épisodes)
- 1994 : La Vie à cinq : Morgan Lathem (Peter Dobson)
- 1994-1995 : Earth 2 : John H. Danziger (Clancy Brown)
- 1994-1996 : Hartley, cœurs à vif : Rocco Bordino (Angelo d'Angelo)
- 1995 : Melrose Place : Steve McMillan (Parker Stevenson) (6 épisodes)
- 1995-2000 : X-Files : Aux frontières du réel : Jess Harold (Timothy Webber) (saison 2, épisode 24) / John Lee Roche (Tom Noonan) (saison 4, épisode 10) et Micah Hoffman (Paul Lieber) (saison 7, épisode 19)
- 1996 : Sliders : Les Mondes parallèles : Skip Collins (Don Most) (saison 3, épisode 10) et le prêtre (Paul Messinger) (saison 3, épisode 12)
- 1997-1999 : The Practice : Donnell et Associés : Richard "Dickie" Flood (Donal Logue)
- 1998 / 2012 : Inspecteur Barnaby : David Smy (Ian Fitzgibbon) (saison 1, épisode 2) et Dr. Markham (Nicholas Boulton) (saison 14, épisode 8)
- 1999 : Charmed : Gabriel (Alex McArthur) (saison 1, épisode 16)
- 2000 : Rex, chien flic : Klaus Kainz (Tobias Hoesl) (saison 6, épisode 10)
- 2000 : Siska : Wolf Selin (Michael Roll) (saison 3, épisode 9)
- 2002 : Le Protecteur : Dale Petrocki (Larry Miller) (saison 1, épisode 19)
- 2003 : New York, police judiciaire : Dean Riley (James Hindman) (saison 13, épisode 11) et Marvin Silverman (David Chandler) (saison 13, épisode 13)
- 2003 : New York, section criminelle : Kyle Devlin (William Sadler) (saison 2, épisode 21)
- 2004-2010 : Cold Case : Affaires classées : Randy Price (Michael Paré) (saison 1, épisode 20) et Jerry Harkin (Chris McGarry) (saison 7, épisode 11)
- 2005 : Dr House : Jeffrey Reilich (Nestor Carbonell) (saison 1, épisode 13)
- 2005 : Révélations : Isaiah Haden (Michael Massee) (mini-série)
- 2005 : À la Maison-Blanche : le modérateur du débat (Forrest Sawyer) (saison 7, épisode 7)
- 2005 : Boston Justice : Malcolm Holmes (Rupert Everett)
- 2005-2007 : Rome : Marc Antoine (James Purefoy)
- 2006 : Prehistoric Park : lui-même (Nigel Marven)
- 2006 : 24 Heures chrono : Barry Landes (C. Thomas Howell) (2 épisodes)
- 2006 : Ghost Whisperer : l'entraîneur John Heath (John Mese) (saison 2, épisode 10)
- 2007 : Monk : Max Hudson (Steven Weber) (saison 5, épisode 13)
- 2007-2008 : Jimmy délire : Croco (Brian Posehn) (voix)
- 2007-2008 : Big Shots : Terrence Hill (Paul Blackthorne)
- 2008 : John Adams : Thomas Jefferson (Stephen Dillane) (mini-série)
- 2009 : Les Tudors : John Constable (Kevin Doyle)
- 2009 : Esprits criminels : inspecteur Ron Fullwood (Michael Biehn) (saison 4, épisode 14)
- 2009 : Damages : Sam Arsenault (James Naughton) (saison 2, épisodes 1 et 9)
- 2009 : The Good Wife : Malcolm Overby (Beau Gravitteg-) (saison 1, épisode 5)
- 2009 : Londres, police judiciaire : Luke Slade (Iain Glen) (saison 1, épisode 4)
- 2009 : Cinq Heures vingt-cinq : Percival Fortescue (Ben Miles) (saison 4, épisode 1)
- 2010 : Human Target : La Cible : Peter Blanchard (Alex Fernandez) (saison 1, épisode 3)
- 2010 : Mentalist : Mike Brewster (Roark Critchlow) (saison 2, épisode 12)
- 2010 : Private Practice : Henry (Adam Godley) (saison 3, épisode 16)
- 2010-2011 : United States of Tara : Ted Mayo (Michael Hitchcock)
- 2013 : Le Mari de la ministre : Cliff Lyman (Simon Chandler) (mini-série)
- 2015 : Banshee : colonel Douglas Stowe (Langley Kirkwood)
- 2015 : The Brink : le président Julian Navarro (Esai Morales) (10 épisodes)
- 2016 : The Path : John Ridge (Michael Countryman)
- 2016-2019 : Fleabag : Martin (Brett Gelman)
- 2017-2024 : Young Sheldon : le principal Tom Petersen (Rex Linn)
- 2018-2022 : Ozark : Jim Rattelsdorf (Damian Young) (11 épisodes)
- 2019 : The Boys : le sénateur Calhoun (David Andrews)
- 2020 : Le Jeu de la dame : Allston Wheatley (Patrick Kennedy) (mini-série)
- 2020 : Le Nouveau Muppet Show (en) : Kermit la grenouille (Matt Vogel) (voix), Robin la grenouille (Peter Linz (en)) (voix)
- 2020 : All Rise : Ed Parker (Patrick Duffy) (saison 1, épisode 12)
- 2020-2022 : Yellowstone : Garrett Randall (Will Patton)
- 2022 : Obi-Wan Kenobi : l'Empereur Palpatine / Dark Sidious (Ian McDiarmid) (mini-série)
- 2022 : Miss Scarlet, détective privée (en) : James Elderberry / M. Blunt (Tristan Sturrock (en)) (saison 3, épisode 5)
- 2022 : Severance : M. Doug Graner (Michael Cumpsty)
- 2023-2025 : Bosch: Legacy : le capitaine Rick Seals (James Read) (9 épisodes)
- 2024 : Extraordinary : George (Julian Barratt) (saison 2)
- 2024 : The Big Cigar : William Kunstler (Rod Wilson) (mini-série)

#### Émission
- 2021 : Friends : Les Retrouvailles : Elliott Gould (Elliott Gould)

#### Séries d'animation
(mai 2024).
- Archer : le capitaine Lammers
- Batman : L'Alliance des héros : Abraham Lincoln et Ted McGinley (saison 3, épisode 13)
- Scooby-Doo : Fred (2e voix)
- Rahan, fils des âges farouches : Rahan
- Transformers : Chip Chase, Huffer, Skyfire, Shrapnel (saison 1 uniquement)
- Les Simpson, épisode Notre Homer qui êtes un dieu (saison 17, épisode 17) : Richard Dean Anderson
- Les Muppet Babies : Kermit la grenouille (1re voix)
- Saint Seiya : Seiya (voix de remplacement)
- Mimi Cracra : Raminagrobis
- Nicky Larson : Harry Harrison (épisodes 82 et 83)
- Conan l'Aventurier : Falkenar / Narrateur (voix principale) / Misha / Torrinon
- Les Nouvelles Aventures de Lucky Luke : l'avocat, Emmet Rotton, divers méchants
- Tom Sawyer : Jim, l'esclave de tante Polly
- Les Jumeaux du bout du monde : Martin Garçon
- Cartouche, prince des faubourgs : Cartouche / Falconi
- Caroline et ses amis : Bobi / Pouf
- Chris Colorado : Venceslas
- Wakfu : Phil Harmonic (02x14) Le voleur de voix
- Phinéas et Ferb : Grand Père Reginald Fletcher
- Super Baloo : Don Karnage
- Bonkers : Disloque, Al Moucham, le Collector
- Funky Cops : Ginger (prisonnier d'Alcatraz) (saison 1, épisode 19)
- Funky Cops : Boby Al Sinno (saison 1, épisode 20)
- Les Baskerville : Victor
- Extrême Ghostbusters : Eduardo Rivera
- Contes de la rue Broca : Monsieur Pierre
- 2020 : Scooby-Doo et Compagnie : Steve Buscemi[n 1] (épisode Monstre de feu !)
- 2022 : Tales of the Jedi : l'Empereur Palpatine / Dark Sidious
- 2023 : Lego Star Wars : Célébrez les saisons : l'Empereur Palpatine / Dark Sidious
- 2023-2024 : Star Wars: The Bad Batch : l'Empereur Palpatine / Dark Sidious (2e voix)

### Jeux vidéo
- 1994 : Woodruff et le Schnibble d'Azimuth : Woodruff
- 1995 : Warcraft II: Tides of Darkness : Voix off de la cinématique d'ouverture, personnage du fantassin humain et voix additionnelles (test de carte son)
- 1996 : Star Wars: Rebel Assault II - The Hidden Empire : Till, Kirby et l'amiral Sarn
- 1997 : Interstate '76 : Skeeter
- 1997 : Pilgrim : Par le livre et par l'épée : Bélibaste
- 2001 : Halo: Combat Evolved : voix additionnelles
- 2004 : Shrek 2 : le miroir magique
- 2005 : Jade Empire : L’Empereur Sun Hai
- 2009 : Dragon Age: Origins : voix additionnelles (dont Cyrion Tabris, le père du PJ elfe citadin(e))
- 2011 : The Witcher 2: Assassins of Kings : Vencel Pugg et divers personnages
- 2015 : Fallout 4 : Speaker des stations de métro

### Direction artistique
Note : Les dates indiquées en italique correspondent aux sorties initiales des films auxquels Edgar Givry a participé aux doublages tardifs et aux redoublages.

#### Films
- 2019 : Glass
- 2019 : Star Wars, épisode IX : L'Ascension de Skywalker[10]
- 2020 : Éléphant (en)
- 2021 : Boss Level
- 2021 : La Femme à la fenêtre
- 2021 : Waldo, détective privé (avec France Wagener)
- 2022 : The Valet (en)
- 2022 : Spirited : L'Esprit de Noël
- 2023 : Race for Glory: Audi vs. Lancia
- 2024 : Mothers' Instinct

#### Films d'animation
- 2021 : Le Bon, le Bart et le Loki (court métrage)

#### Séries télévisées
- 1976-1981[n 2] : Le Muppet Show (avec Jean-Claude Donda et Dorothée Pousséo)
- 2013 : Bonnie and Clyde: Dead and Alive (mini-série)
- 2016-2018 : StartUp
- 2016-2021 : MacGyver
- 2019-2020 : Bless this Mess (en)
- 2019-2023 : The Mandalorian (saisons 1 à 3.1, avec Fabrice Josso sur le 3.1)
- 2020 : Helstrom
- 2020-2023 : Breeders
- 2021-2022 : Le Livre de Boba Fett
- 2022 : Obi-Wan Kenobi (mini-série)
- 2022 : Suspicion
- 2022 : Shantaram (en)
- 2022 : Barbares (saison 2)
- 2022 : The Patient (mini-série)
- 2023 : La Folle Histoire du monde 2 (mini-série)
- 2023 : Extraordinary (saison 1)
- 2024 : Les Expatriées (mini-série)
- 2024 : Ronja, fille de brigand (sv)
- 2024 : Dead Boy Detectives
- 2024 : Bodkin (en)
- 2024 : Those About to Die
- 2025 : Stick (en)

#### Séries d'animation
- 2010-2011 : MAD (saison 1)
- 2021 : M.O.D.O.K. (épisode 3)

## Adaptation
Note : Les dates indiquées en italique correspondent aux sorties initiales des films auxquels Edgar Givry a participé aux doublages tardifs et aux redoublages.[pertinence contestée]
Films
- 2008 : Smiley Face
- 2009 : Good Morning England
- 2017 : Sandy Wexler
- 2017 : Mein Blind Date mit dem Leben
- 2018 : Gentlemen cambrioleurs
- 2021 : Boss Level
- 2022 : Le Secret de la Cité perdue

Téléfilms
- 2013 : Dans les griffes de ma belle-mère
- 2016 : Danse funèbre

Séries télévisées
- Borgen, une femme au pouvoir
- Le Mari de la ministre (mini-série)
- The Gloaming (en)

Séries d’animation
- Bonkers[11]
- Mighty Ducks[12]

## Voix off

### Documentaires
- 1996 : L'Adieu aux Tsars : voix additionnelles (Témoignages : Grand Duc Sadro, Alexandre Kerenski, Iakov Iourovski, Nicolas Romanovitch de Russie et Grigori Raspoutine)
- 2003 : Sur la trace des Dinosaures : Nigel Marven
- 2003 : Les Monstres du fond des mers : Nigel Marven
- 2006 : Prehistoric Park : Nigel Marven